# Michael Trucco
Michael Trucco est un acteur et musicien américain, né le 22 juin 1970 à San Mateo en Californie.
En même temps qu’il est guitariste du groupe Simpleword, il est principalement connu pour avoir tenu le rôle de Samuel T. Anders dans la série Battlestar Galactica.

## Biographie

### Vie privée
Michael Trucco est marié depuis le 11 juillet 2009 avec l'actrice Sandra Hess.

## Filmographie

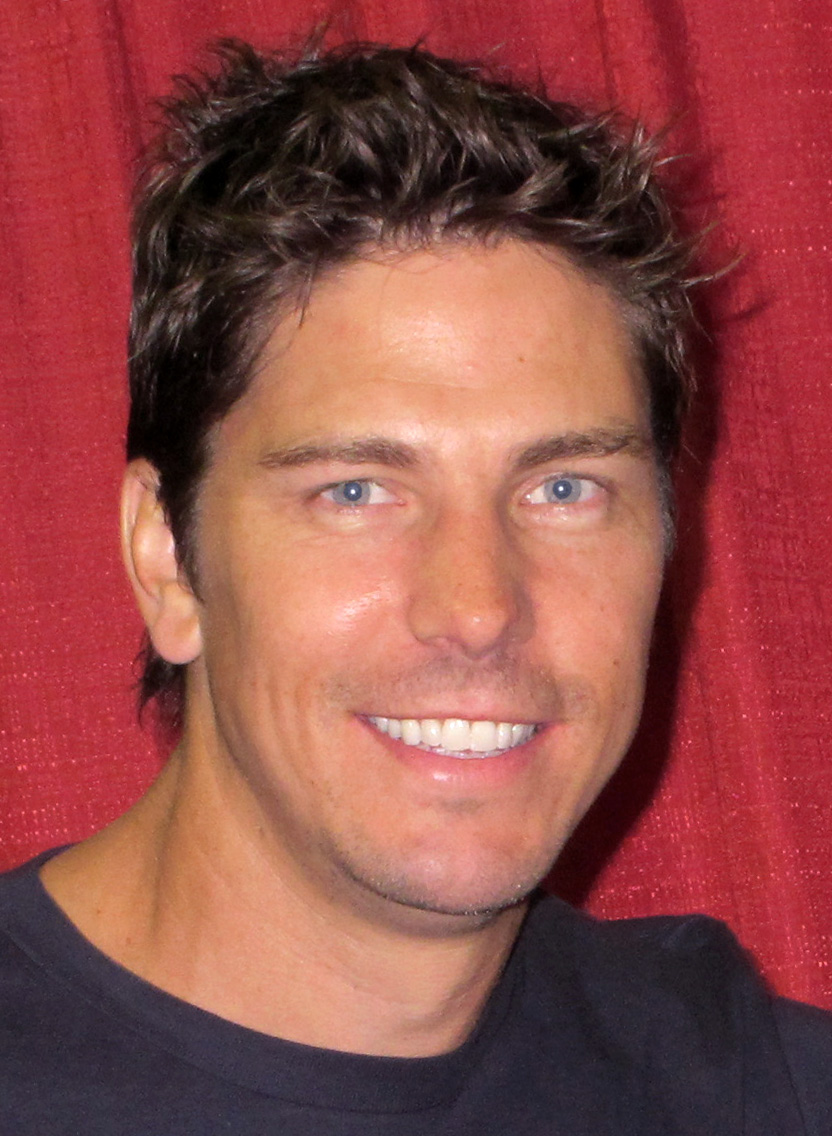
Michael Trucco en 2010.

### Films
- 1998 : Confessions of a Sexist Pig de Sandy Tung : Troy
- 2001 : A Girl, Three Guys and a Gun de Brent Florence : Trevor
- 2001 : Knight Club de[Qui ?] : Derek
- 2001 : Ablaze de Jim Wynorski : Scott
- 2002 : Le Maître du cauchemar : La Prophétie (Wishmaster: The Prophecy Fulfilled) de Chris Angel : Steven Verdel
- 2004 : What Boys Like de[Qui ?]
- 2016 : Pas un bruit (Hush) de Mike Flanagan : John Stanley
- 2007 : Next de Lee Tamahori : Kendal
- 2017 : The Bye Bye Man de Stacy Title : Virgil
- 2018 : Hunter Killer de Donovan Marsh : Devin Hall
- 2024 : Life of Chuck de Mike Flanagan : le père de Dylan

### Téléfilms
- 2003 : 111 Gramercy Park de Bill D'Elia : Nick Granville
- 2004 : Le parfait amour (Perfect Romance) de Douglas Barr : Miles « Boogie » Healey
- 2006 : Him and Us de Charles Shyer : Pete
- 2008 : Man of Your Dreams de Jason Ensler : Larry
- 2009 : Empire State de Jeremy Podeswa : Jimmy
- 2009 : Battlestar Galactica: The Plan de Jane Espenson : Samuel Anders
- 2010 : Tempête de météorites (Deadly Honeymoon) de Tibor Takács : le colonel Tom Young
- 2014 : Sea of Fire de Allison Liddi-Brown : Pete Harper
- 2018 : Chiefs de Zetna Fuentes : Detective Keele

### Séries télévisées
- 1996 : The Guilt : Michaël Mc Kenzie
- 1997-2000 : Pensacola : Lieutenant Tucker « Spoon » Henry
- 1998 : Beverly Hills 90210 : Josh Hunter (saison 8 épisodes 20 la flèche de Cupidon - 21 celle qui criait au loup)
- 1998 : Docteur Quinn, femme médecin : Patrick Collins
- 1999 : Charmed : Démon Alec (saison 1, épisode 21)
- 2000-2001 : Sabrina, l'apprentie sorcière : Kevin (saison 5, épisodes 15 à 17)
- 2001 : Associées pour la loi (Family Law) : Lee Bigelow
- 2001 : Lydia DeLucca (That's Life) : Jason Prader
- 2001-2002 : Arliss : Rounder Fleming
- 2002 : Bram & Alice (en) : Robert
- 2002 : Les Experts : Fred Dacks (saison 3, épisode 10)
- 2003 : Tru Calling : Compte à rebours : Nick Kelly (saison 1, épisode 2)
- 2003 : Les Parker : Bill (saison 5, épisode 11)
- 2004 : La Vie avant tout (saison 5, épisodes 14 et 20)
- 2005 : Les Experts : Miami : Mitch Lockhart
- 2005 : Joey : Paul (saison 1, épisode 18)
- 2005-2006 : Les Frères Scott (One Tree Hill) : Cooper Lee (6 épisodes)
- 2006-2009 : Battlestar Galactica : Samuel Anders (saisons 2, 3 et 4 - 35 épisodes)
- 2008 : New York, unité spéciale (Law & Order: Special Victims Unit) : Eric Lutz (saison 10, épisode 10)
- 2009 : The Big Bang Theory : David Underhill (saison 2, épisode 11)
- 2009 : V : John May (saison 1, épisode 7)
- 2010 : Castle : l’inspecteur Tom Demming (saison 2)
- 2011-2012 : Facing Kate (Fairly Legal) : Justin Patrick (23 épisodes)
- 2011-2012 : How I Met Your Mother : Nick (7 épisodes)
- 2011 : Psych : Enquêteur malgré lui : Cal Eason (saison 6, épisode 5)
- 2012-2013 : Revenge : Nate Ryan (7 épisodes)
- 2014 : Intelligence : l’agent secret en charge Charlie Griffin (saison 1, épisode 4)
- 2014 : Killer Women : Billy Parker (8 épisodes)
- 2014 : Esprits criminels : Owen McGregor (saison 9, épisodes 23-24)
- 2014-2015 : Scandal : Charles « Chip » Putney (saison 4, épisode 7)
- 2015-2016 : Grandfathered : Craig (saison 1, épisodes 17, 18, 21 et 22)
- 2017 : Chicago Police Department : Frank Barrett (saison 5, épisode 9)
- 2017-2018 : Disjointed : Tae Kwon Doug (15 épisodes)
- 2018 : S.W.A.T : Eric Wells (saison 2, épisodes 1 et 4)
- 2019-2025 : The Rookie : Le flic de Los Angeles : Substitut du procureur Sean DelMonte (récurrent)
- 2019 : Good Doctor : Edward Murphy (saison 3, épisode 10)
- 2021 : Big Shot : Larry Gruzinsky, père de Louise et Lucas (saison 1)
- 2021 : Sermons de minuit (Midnight Mass) : Wade Scarborough (7 épisodes)
- 2022: Young Sheldon : Dusty (saison 6, épisode 3)
- 2022 : Fire Country : Luke Leone
- 2023 : La Chute de la maison Usher : Rufus Wilmot Griswold
- 2026 : Carrie